# 3 (Nouvelle Vague)
3 è il terzo album discografico del gruppo musicale francese Nouvelle Vague, famoso per le reinterpretazioni di classici della new wave e del punk in chiave bossa nova. Il disco è stato pubblicato nel giugno 2009.

## Tracce
1. Master and Servant (feat. Martin Gore) – 3:22 – Depeche Mode
2. Blister in the Sun – 3:15 – Violent Femmes
3. Road to Nowhere – 3:12 – Talking Heads
4. All My Colours (feat. Ian McCulloch) – 3:58 – Echo & the Bunnymen
5. The American – 3:44 – Simple Minds
6. Heaven – 4:09 – The Psychedelic Furs
7. Parade (feat. Barry Adamson) – 4:04 – Magazine
8. Metal – 3:50 – Gary Numan
9. Ça plane pour moi – 3:25 – Plastic Bertrand
10. Our Lips Are Sealed (feat. Terry Hall) – 3:30 – The Go-Go's / Fun Boy Three
11. God Save the Queen – 2:49 – Sex Pistols
12. Say Hello, Wave Goodbye – 5:01 – Soft Cell
13. So Lonely – 3:48 – The Police
14. Not Knowing – 3:04 – Minimal Compact
15. Aussi Belle Qu'Une Balle – 3:32 – Taxi Girl
16. Such a Shame – 3:55 – Talk Talk
17. Johnny and Mary (feat. Ania) – 3:49 – Robert Palmer